# Mistrzostwa Polski w Łyżwiarstwie Szybkim w Wieloboju 2017
85. Mistrzostwa Polski w Łyżwiarstwie Szybkim w Wieloboju 2017 odbyły się w dniach 15 - 18 grudnia 2017 w Warszawie. 
Wśród kobiet zawody wygrała Katarzyna Woźniak. W konkurencji mężczyzn zwyciężył Adrian Wielgat.

## Wyniki

### Kobiety
| Pozycja | Zawodniczka              | 500 m      | 3000 m       | 1500 m       | 5000 m       | Suma pkt. | Strata  |
| ------- | ------------------------ | ---------- | ------------ | ------------ | ------------ | --------- | ------- |
| 01 !    | Katarzyna Woźniak        | 42.08 (7)  | 4:19.22 (1)  | 2:08.70 (4)  | 7:42.91 (2)  | 174.474   |         |
| 02 !    | Katarzyna Bachleda-Curuś | 41.82 (5)  | 4:21.43 (3)  | 2:08.46 (3)  | 7:50.46(3)   | 175.277   | +0.803  |
| 03 !    | Magdalena Czyszczoń      | 43.35 (13) | 4:22.40 (4)  | 2:12.62 (6)  | 7:34.73 (1)  | 176.762   | +2.288  |
| 4       | Karolina Bosiek          | 42.29 (9)  | 4:23.05 (5)  | 2:10.27 (5)  | 7:52.93 (4)  | 176.847   | +2.373  |
| 5       | Urszula Włodarczyk       | 42.82 (8)  | 4:36.07 (8)  | 2:17.83 (11) | 8:19.82 (6)  | 184.866   | +10.392 |
| 6       | Andżelika Wójcik         | 41.38 (4)  | 4:49.03 (12) | 2:13.57 (7)  | 8:40.92 (7)  | 186.636   | +12.162 |
| 7       | Joanna Hajduk            | 44.00 (12) | 4:58.00 (15) | 2:20.84 (14) | 8:45.76 (9)  | 193.188   | +18.714 |
| 8       | Aleksandra Glamkowska    | 43.99 (16) | 5:04.05 (17) | 2:25.34 (16) | 8:42.75 (8)  | 195.386   | +20.912 |
| 9       | Klaudia Szymańska        | 45.83 (21) | 5:06.30 (18) | 2:31.01 (18) | 9:16.98 (11) | 202.914   | +28.440 |

### Mężczyźni
| Pozycja | Zawodnik           | 500 m      | 5000 m       | 1500 m       | 10 000 m     | Suma pkt. | Strata  |
| ------- | ------------------ | ---------- | ------------ | ------------ | ------------ | --------- | ------- |
| 01 !    | Adrian Wielgat     | 37.84 (10) | 6:50.08 (2)  | 1:57.94 (8)  | 14:32.50 (1) | 161.786   |         |
| 02 !    | Roland Cieślak     | 38.85 (19) | 6:55.17 (4)  | 1:54.99 (4)  | 14:35.47 (2) | 162.470   | +0.684  |
| 03 !    | Marcin Bachanek    | 37.81 (9)  | 7:03.43 (5)  | 1:57.17 (7)  | 14:54.85 (3) | 163.951   | +2.165  |
| 4       | Mateusz Owczarek   | 38.69 (18) | 7:04.17 (6)  | 1:56.06 (6)  | 15:13.34 (4) | 165.460   | +3.674  |
| 5       | Szymon Palka       | 39.58 (15) | 7:11.77 (7)  | 2:01.07 (12) | 15:42.88 (7) | 170.257   | +8.471  |
| 6       | Michał Ostaszewski | 41.53 (31) | 7:17.88 (8)  | 2:05.83 (20) | 15:17.48 (5) | 173.135   | +11.349 |
| 7       | Wojciech Sut       | 39.27 (12) | 7:30.37 (13) | 2:01.57 (13) | 16:21.26 (8) | 173.943   | +12.157 |
| 8       | Jan Szymański      | 37.10 (4)  | 6:47.20 (1)  | 1:53.63 (2)  | DSQ          | 115.696   |         |